# Луда (месторождение)
Луда, блок 27-1 и 27-2, англ. Luda — морское нефтяное месторождение в КНР. Расположено в Бохайском заливе. Открыто в 2005 году. Введено в эксплуатацию в 2010 году.
Начальные запасы нефти оцениваются в 50 млн тонн. Залежи на глубине около 2830 м, толщина нефтеносного пласта около 170 м, глубина воды над месторождением около 20 м.
Оператором месторождение является китайская морская нефтяная компания CNOOC.